# 저울

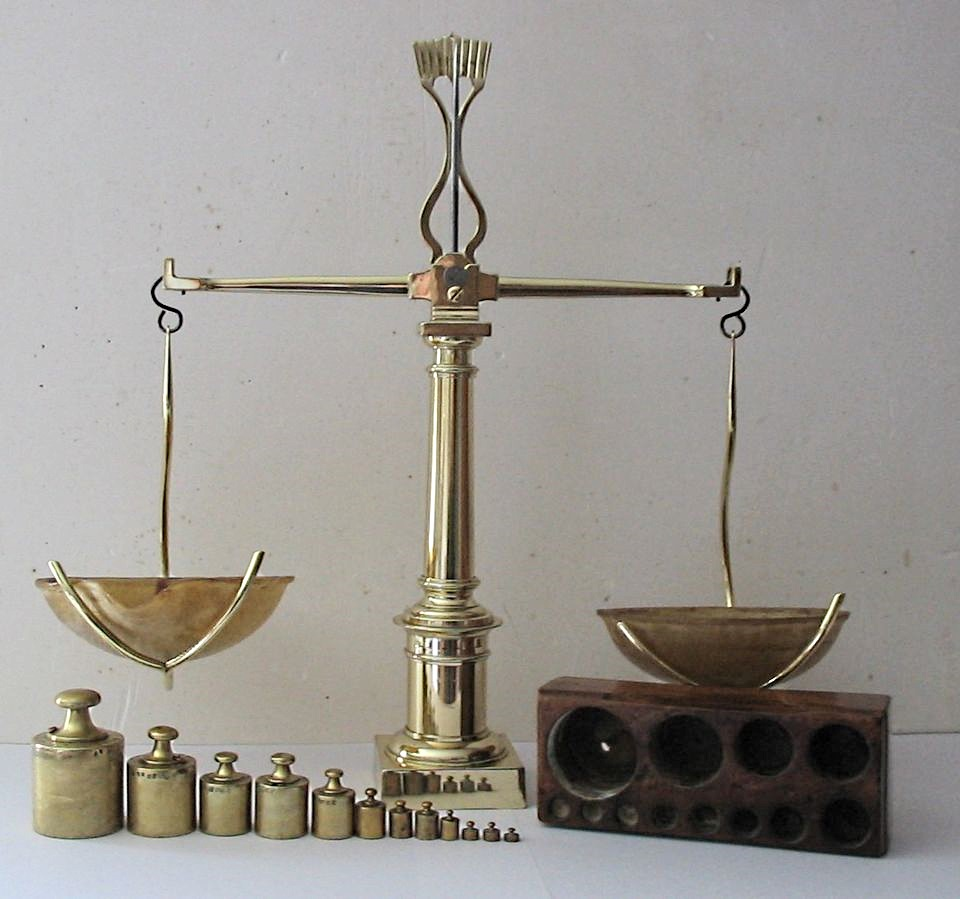
양팔저울과 추

저울(scale or balance)은 무게 또는 상대적인 질량의 비를 측정하는 데 쓰이는 기구의 총칭이다. 종류에는 천칭·기계식·전자식의 세 가지가 있다. 천칭에는 양팔저울과 대저울이 있는데, 기원전 2500년경 이집트에서 최초로 쓰였다. 기계식 저울에는 막대저울, 용수철저울, 전자저울 등이 있는데, 18세기에 처음으로 등장한 것으로 무거운 짐이 주는 힘을 예민한 무게표시장치로 읽을 수 있도록 되어 있다. 전자식 저울은 단순히 무게를 측정하는 외에도 개수·가격·정보 전송까지 할 수 있는 기능을 갖추고 있다.

## 질량과 무게
질량은 관성으로서의 성질과 만유인력을 일으키게 하는 두 가지 성질이 있다. 전자를 '관성 질량', 후자를 '중력 질량'이라고 부르기도 한다. 예를 들어, 어떤 물체가 무겁다는 것은 중력 질량이 크다는 뜻이 된다. 또 경첩으로 고정된 커다란 문이 비록 기름칠이 잘 되어 있어서 경첩 부분에 마찰이 거의 없다 하더라도 이 문을 열려면 힘이 드는 이유는 문의 관성질량이 크다는 것을 뜻한다. 그러므로 물체가 지니고 있는 질량은 항상 물체가 가지고 있는 일정한 양이라고 규정할 수 있다. 무게란 보통 그 물체와 지구 사이의 인력을 말한다. 이것은 물체의 질량에 비례하므로 편의상 무게로써 질량을 나타내는 경우가 많다. 질량 1kg인 물체의 무게는 9.8뉴턴(N)인데, 일일이 9.8이라는 수치를 곱하기는 번거로우므로 보통 질량 1kg이라고 부른다.
관성 질량을 측정하기는 매우 어렵다. 그것에 작용하는 힘과 물체의 가속도라는 양자를 동시에 측정하지 않으면 안 되기 때문이다. 특히 가속도, 즉 속도 증가의 비율을 눈금으로 읽는다는 것은 어렵다. 때문에 대개는 중력 질량을 측정한다. 특히, 지구 위에서는 무게가 질량에 비례하므로 무게의 측정이 그대로 질량을 측정한 것이 된다. 그러나 엄밀하게 말하면 질량은 같더라도 무게는 지구 위의 장소에 따라 조금씩 다르다.

## 저울의 종류

### 천칭

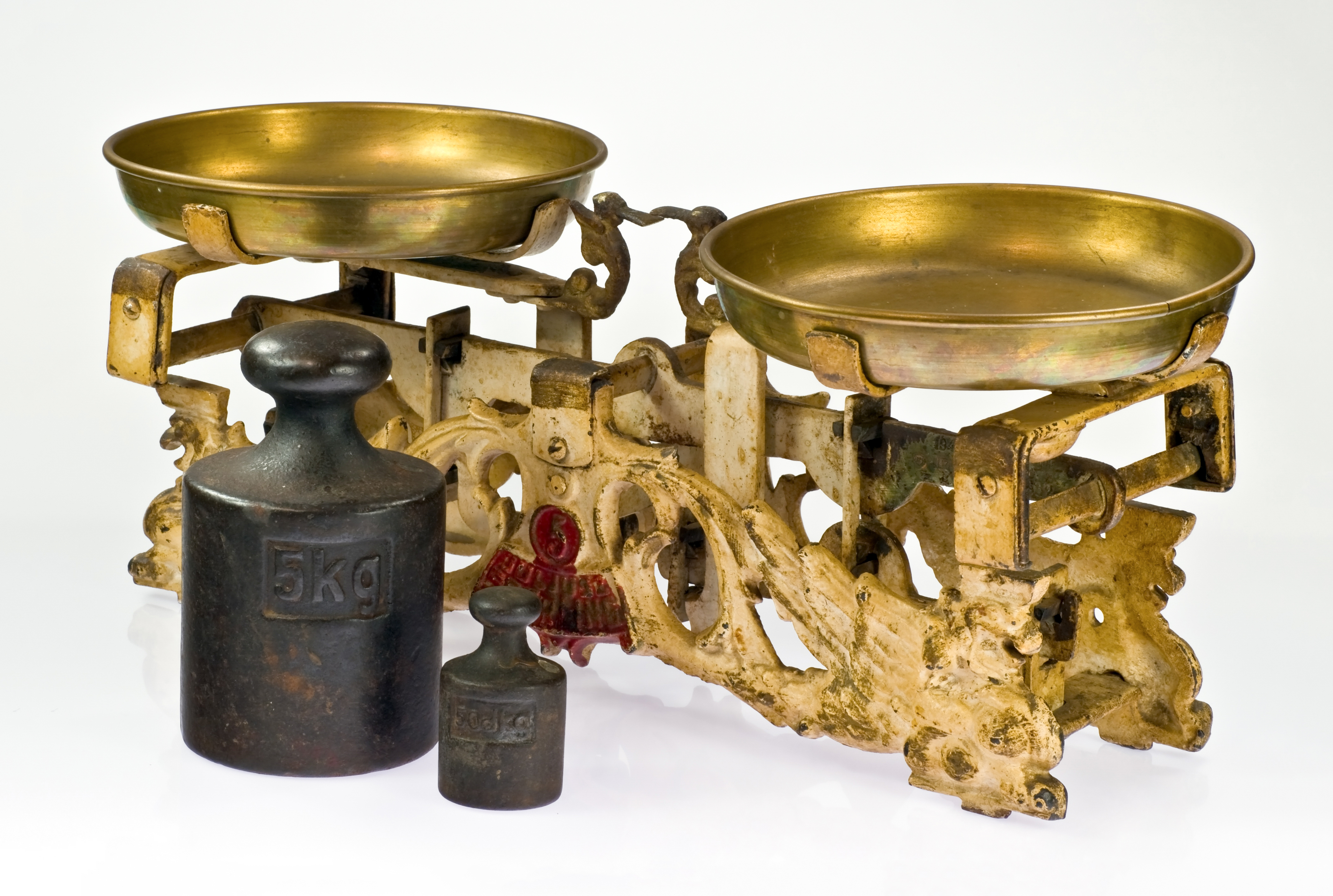
천칭과 분동

10g, 1g, 혹은 0.1g이나 0.01g 등의 질량을 가진 분동을 미리 준비하고, 측정하려는 물체의 무게가 이들 분동을 물체의 무게에 맞추는 장치를 만들면 장소에 관계없이 물체의 정확한 질량을 얻을 수 있다. 이 장치의 대표적인 것이 천칭(天秤)이다.
천칭은 보통 수평한 저울대의 중앙을 나이프에지로 받치고, 받침점 양쪽의 동일 거리가 되는 곳에 접시를 매달아 그 한쪽에는 물체를, 다른 한쪽에는 분동을 얹어서 저울대가 수평으로 될 때 분동의 양을 확인한다.
천칭의 본래의 목적은 질량을 되도록 정밀하게 측정하는 데 있다. 그러므로 감도가 예민할수록 좋다. 감도가 예민하다는 것은, 물체와 분동 사이에 질량이 약간의 차이가 있어도 저울대가 한쪽으로 기울어짐을 말한다. 이렇게 하기 위해서는 저울대를 가급적 길게, 가볍게 만들고, 저울대와 양쪽의 접시를 포함한 것의 중심이 너무 낮지 않아야만 한다. 중심이 높으면 그만큼 불안정해져서, 받침점 양쪽의 무게가 약간의 차이가 있어도 민감하게 반응하여 저울대는 크게 기울어지게 된다.
천칭에는 분동과 물체를 얹는 접시가 저울대 위에 놓여 있는 것도 있다.

#### 지렛대를 이용한 저울
천칭의 본래의 목적은 좌우의 무게를 동등하게 하는 것이다. 이에 대해, 처음부터 분동무게를 일정하게 하고, 그 위치를 옮김으로써 물체의 무게를 측정하는 것이 '저울대 저울'이다. 현재는 거의 사용하고 있지 않지만 용수철 저울이 보급되기 전에는 많은 상점 등에서 사용되었다. 분동과 수평인 저울대를 따라 이동할 수 있는 추의 양쪽을 사용한 대저울(앉은뱅이 저울)도 있다. 가벼운 분동으로 무거운 물체를 달 수 있는 이점이 있는데, 저울대 저울에서는 분동을, 앉은뱅이 저울에서는 추를 적절히 이동시키지 않으면 안 된다. 손님이 붐비는 상점이나 많은 사람의 체중 측정 등은 용수철 저울쪽이 시간적으로 편리하다.

### 용수철 저울
힘이라는 것은 피부로 느껴지는 정도로 정해지는 것이지만, 고무와 같은 탄성적 물질을 이용함으로써 작용된 힘을 길이로 바꾸어 그 눈금을 정확하게 읽을 수가 있다. 금속 막대에 힘을 가하면 늘어나기는 하지만 늘어나는 정도는 아주 작아서 그대로는 저울로서 사용할 수 없다. 그러나, 이것을 용수철 상태로 감으면 축의 방향에 대해 훅의 법칙이 그대로 성립된다. 용수철 상태를 가진 철사의 각 부분이 약간씩 비틀리고, 그것들이 모여 용수철이 늘어나게 되는 것이다.

## 같이 보기
- 체중계
- 온도계

## 참고 문헌
- 이 문서에는 다음커뮤니케이션(현 카카오)에서 GFDL 또는 CC-SA 라이선스로 배포한 글로벌 세계대백과사전의 내용을 기초로 작성된 글이 포함되어 있습니다.